# Kitajski vrt
Kitajski vrt je slog krajinskega vrta, ki se je razvijal več kot tri tisoč let. Vključuje tako prostrane vrtove kitajskih cesarjev in članov cesarske družine, zgrajene za užitek in navduševanje, kot tudi bolj intimne vrtove, ki so jih ustvarili učenjaki, pesniki, nekdanji vladni uradniki, vojaki in trgovci, namenjene razmisleku in pobegu od zunanjega sveta. Ustvarjajo idealizirano miniaturno pokrajino, ki naj bi izrazila harmonijo, ki bi morala obstajati med človekom in naravo.
Umetnost kitajskega vrta združuje arhitekturo, kaligrafijo in slikarstvo, kiparstvo, literaturo, vrtnarjenje in druge umetnosti. Je model kitajske estetike, ki odraža globoko filozofsko razmišljanje in prizadevanje za življenje kitajskega ljudstva. Med njimi so gorsko letovišče Čengde in Poletna palača, ki spadata med cesarske vrtove, ter več klasičnih vrtov Sudžov v provinci Džjangsu, ki spadajo med zasebne vrtove, ki so prav tako uvrščeni na seznam svetovne dediščine UNESCO. V kitajskih vrtovih se uporablja veliko bistvenih elementov, eden izmed njih pa so tudi Lunina vrata.
Tipičen kitajski vrt je obdan z zidovi in vključuje enega ali več ribnikov, skalnih del, dreves in rož ter vrsto dvoran in paviljonov znotraj vrta, ki so povezani z vijugastimi potmi in cikcakastimi galerijami. Z gibanjem od stavbe do stavbe si lahko obiskovalci ogledajo vrsto skrbno sestavljenih prizorov, ki se odvijajo kot zvitek krajinskih slik.

## Zgodovina

### Začetki
Najstarejši zabeleženi kitajski vrtovi so nastali v dolini Rumene reke v času dinastije Šang (1600–1046 pr. n. št.). Ti vrtovi so bili veliki zaprti parki, kjer so kralji in plemiči lovili divjad ali gojili sadje in zelenjavo. Zgodnji napisi iz tega obdobja, vklesani v želvje oklepe, vsebujejo tri kitajske znake za vrt: ju, pu in juan. Ju je bil kraljevi vrt, kjer so gojili ptice in živali, pu pa vrt za rastline. V času dinastije Čin (221–206 pr. n. št.) je juan postal znak za vse vrtove. Stari znak za juan je majhna slika vrta; zaprt je v kvadrat, ki lahko predstavlja zid, in ima simbole, ki lahko predstavljajo tloris stavbe, majhen kvadrat, ki lahko predstavlja ribnik, in simbol za nasad ali granatno jabolko.
Znan kraljevi vrt pozne dinastije Šang je bila Terasa, ribnik in park duha (Lingtai, Lingzhao Lingyou), ki ga je zgradil kralj Venvang zahodno od svojega glavnega mesta Jin. Park je bil v Klasiki poezije opisan takole:
Kralj se sprehaja po Parku duha,
Jeleni klečijo na travi in hranijo svoje mladiče,
Jeleni so lepi in sijoči.
Brezhibni žerjavi imajo bleščeče belo perje.
Kralj se sprehaja do Ribnika duha,
Voda je polna rib, ki se zvijajo.
Drug zgodnji kraljevi vrt je bil Šačui ali Peščene sipine, ki ga je zgradil zadnji vladar dinastije Šang, kralj Džov (1075–1046 pr. n. št.). Sestavljen je bil iz zemeljske terase ali tai, ki je služila kot opazovalna ploščad v središču velikega kvadratnega parka. Opisan je bil v enem od zgodnjih klasikov kitajske književnosti, Zapisih velikega zgodovinarja (Šidži). Po Šidžiju je bila ena najbolj znanih značilnosti tega vrta Vinski bazen in mesni gozd (酒池肉林). Na posestvu palače je bil zgrajen velik bazen, dovolj velik za več majhnih čolnov, z notranjimi oblogami iz poliranih ovalnih kamnov z morske obale. Bazen je bil nato napolnjen z vinom. Sredi bazena je bil zgrajen majhen otok, kjer so bila posajena drevesa, na katerih so viseli nabodala pečenega mesa. Kralj Džov in njegovi prijatelji ter konkubine so pluli v svojih čolnih, pili vino z rokami in jedli pečeno meso z dreves. Kasneje so kitajski filozofi in zgodovinarji ta vrt navajali kot primer dekadence in slabega okusa.
V obdobju pomladi in jeseni (722–481 pr. n. št.), leta 535 pr. n. št., je kralj Džing iz dinastije Džov zgradil teraso Šanghua z razkošno okrašenimi palačami. Leta 505 pr. n. št. se je začela gradnja še bolj dovršenega vrta, terase Gusu. Bila je na pobočju gore in je vključevala vrsto teras, povezanih z galerijami, skupaj z jezerom, po katerem so pluli čolni v obliki modrih zmajev. Z najvišje terase se je razgled raztezal vse do jezera Tai, Velikega jezera.

## Legenda o otoku nesmrtnih
Starodavna kitajska legenda je igrala pomembno vlogo v zgodnjem oblikovanju vrtov. V 4. stoletju pred našim štetjem je zgodba Klasika gora in morja opisala vrh, imenovan gora Penglai, ki je na enem od treh otokov na vzhodnem koncu Bohajskega morja, med Kitajsko in Korejo, in je bil dom osmih nesmrtnih. Na tem otoku so bile palače iz zlata in srebra, drevesa pa so bila okrašena z dragulji. Ni bilo bolečine, ni bilo zime, kozarci za vino in sklede za riž so bili vedno polni, sadje pa je, ko so ga pojedli, podeljevalo večno življenje.
Leta 221 pr. n. št. je kralj dinastije Čin Čin Ši Huang osvojil druge rivalske države in združil Kitajsko pod okriljem cesarstva Čin, ki mu je vladal do leta 210 pr. n. št. Slišal je legendo o otokih in poslal odposlance, da bi našli otoke in prinesli nazaj eliksir nesmrtnega življenja, vendar neuspešno. V svoji palači blizu prestolnice Šjanjang je ustvaril vrt z velikim jezerom, imenovanim Lanči gong ali Jezero orhidej. Na otoku v jezeru je ustvaril repliko gore Penglaj, ki simbolizira njegovo iskanje raja. Po njegovi smrti je cesarstvo Čin leta 206 pr. n. št. padlo, njegovo glavno mesto in vrt pa sta bila popolnoma uničena, vendar je legenda še naprej navdihovala kitajske vrtove. Nekateri vrtovi imajo en sam otok z umetno goro, ki predstavlja otok osmih nesmrtnih. Drugi vrtovi imajo vrtove s tremi gorami Bošan - Penglaj, Jingdžov in Fanghu ali Fangdžang. Sistem Jiči Sanšan (kitajsko: 一池三山) z enim ribnikom in tremi gorami je bil glavni model kraljevih vrtov.

### Dinastija Han (206 pr. n. št.–220 n. št.)
Pod dinastijo Han (206 pr. n. št. – 220 n. št.) je bila v Čanganu zgrajena nova cesarska prestolnica, cesar Vu pa je zgradil nov cesarski vrt, ki je združeval značilnosti botaničnega in živalskega vrta ter tradicionalnih lovišč. Navdihnjen z drugo različico kitajske klasike o Otokih nesmrtnih, imenovano Liezi, je ustvaril veliko umetno jezero, Jezero Vrhovne esence, s tremi umetnimi otoki v središču, ki predstavljajo tri otoke nesmrtnih – Penglai, Fanghu in Jingdžov. Park je bil kasneje uničen, vendar je njegov spomin še stoletja navdihoval kitajsko vrtno oblikovanje. Palača Džjandžang v dinastiji Han je prvi znani vrt, zgrajen s celotnim sklopom treh preostalih gora Bohai Šenšan. Od takrat je sistem Jiči Sanšan (kitajsko: 一池三山) z enim ribnikom in tremi gorami glavni model kraljevih vrtov.
Drug pomemben vrt iz obdobja Han je bil vrt generala Liang Džija, zgrajen pod cesarjem Šunom (125–144 n. št.). Z bogastvom, ki si ga je nabral v dvajsetih letih na cesarskem dvoru, je Liang Dži zgradil ogromen krajinski vrt z umetnimi gorami, soteskami in gozdovi, polnim redkih ptic in udomačenih divjih živali. To je bil eden prvih vrtov, ki je poskušal ustvariti idealizirano kopijo narave.

### Vrtovi za pesnike in učenjake (221–618 n. št.)
Po padcu dinastije Han se je na Kitajskem začelo dolgo obdobje politične nestabilnosti. Budizem je na Kitajsko uvedel cesar Ming (57–75 n. št.) in se je hitro širil. Do leta 495 je imelo mesto Luojang, prestolnica dinastije Severni Vei, več kot 1300 templjev, večinoma v nekdanjih rezidencah vernikov. Vsak od templjev je imel svoj majhen vrt.
V tem obdobju so mnogi nekdanji vladni uradniki zapustili dvor in zgradili vrtove, kjer so se lahko umaknili zunanjemu svetu in se osredotočili na naravo in literaturo. En primer je bil Džingu Juan ali Vrt Zlate doline, ki ga je leta 296 deset kilometrov severovzhodno od Luojanga zgradil Ši Čong (249–300 n. št.), aristokrat in nekdanji dvorni uradnik. Na banket v svojem vrtu je povabil trideset znanih pesnikov in o dogodku sam zapisal:

Imam podeželsko hišo ob potoku Zlate doline ... kjer je izvir čiste vode, bujen gozd, sadno drevje, bambus, ciprese in zdravilne rastline. Tam so polja, dvesto ovac, kokoši, prašiči, gosi in rac ... Tam je tudi vodni mlin, ribnik, jame in vse, kar zavede oko in razveseli srce ... Z mojimi literarnimi prijatelji smo se podnevi in ponoči sprehajali, gostili, se povzpeli na goro, da bi si ogledali pokrajino, in sedeli ob potoku.
Ta obisk vrta je privedel do znane zbirke pesmi Džingu Ši ali Pesmi Zlate doline in začel dolgo tradicijo pisanja poezije v vrtovih in o vrtovih.
Pesnik in kaligraf Vang Šidži (307–365) je v svoji odlični kaligrafiji napisal Predgovor k poemom, zloženim v Paviljonu orhidej, v katerem je predstavil knjigo, v kateri je zabeležil dogodek Srečanja v Paviljonu orhidej, še enega znanega pesniškega prizorišča v podeželskem umiku, imenovanem Paviljon orhidej. To je bil park z vijugastim potokom. Zbral je skupino znanih pesnikov in jih posadil ob potok. Nato je v potok postavil skodelice vina in jih pustil plavati. Če se je skodelica ustavila ob enem od pesnikov, jo je moral ta spiti in nato sestaviti pesem. Vrt plavajočih skodelic (liubei tang) z majhnimi paviljoni in umetnimi vijugastimi potočki je postal izjemno priljubljen tako v cesarskih kot zasebnih vrtovih.
Paviljon orhidej je navdihnil cesarja Janga (604–617) iz dinastije Sui, da je v bližini Hangdžova zgradil svoj novi cesarski vrt, Vrt Zahoda. Njegov vrt je imel vijugast potok za plavajoče kozarce vina in paviljone za pisanje poezije. Park je uporabljal tudi za gledališke prireditve; Po svojem potoku je spustil majhne čolne z animiranimi figurami, ki so ponazarjale zgodovino Kitajske.

### Dinastija Tang (618–907), prva zlata doba klasičnega vrta
Dinastija Tang (618–907 n. št.) velja za prvo zlato dobo klasičnega kitajskega vrta. Cesar Šuanzong je v bližini Šjana zgradil veličasten cesarski vrt, Vrt veličastnega čistega jezera in tam živel s svojo slavno konkubino, soprogo Jang.
Slikarstvo in poezija sta dosegla raven, kakršne še ni bilo, in novi vrtovi, veliki in majhni, so napolnili glavno mesto Čangan. Novi vrtovi so bili navdihnjeni s klasičnimi legendami in pesmimi. Obstajali so šanči juan, vrtovi z umetnimi gorami in ribniki, navdihnjeni z legendo o otokih nesmrtnih, in šanting juan, vrtovi z replikami gora in majhnimi razglednimi hišicami ali paviljoni. Tudi običajne rezidence so imele na svojih dvoriščih majhne vrtove s terakotnimi gorami in majhnimi ribniki.
Te kitajske klasične vrtove ali učene vrtove (venren juan) je navdihovala klasična kitajska poezija in slikarstvo. Pomemben primer je bil vrt v dolini DŽante pesnika in slikarja ter javnega uslužbenca Vang Veija (701–761). Kupil je porušeno vilo pesnika, ki je stala blizu ustja reke in jezera. V svojem vrtu je ustvaril dvajset majhnih krajinskih prizorov z imeni, kot so Vrt magnolij, Valovite vrbe, Kiosk v osrčju bambusa, Izvir zlatega prahu in Razgledna hiša ob jezeru. Za vsak prizor v vrtu je napisal pesem in naročil znanemu umetniku, naj na stene njegove vile naslika prizore iz vrta. Po upokojitvi iz vlade je svoj čas preživljal z izleti z ladjo po jezeru, igranjem na citre ter pisanjem in recitiranjem poezije.
V času dinastije Tang se je gojenje rastlin razvilo na visoko raven, saj so številne rastlinske vrste gojili z vnašanjem, udomačevanjem, presajanjem in cepljenjem rastlin. Poudarjene so bile estetske lastnosti rastlin, objavljene pa so bile številne knjige o razvrščanju in gojenju rastlin. Glavno mesto Čangan je bilo zelo kozmopolitsko mesto, polno diplomatov, trgovcev, romarjev, menihov in študentov, ki so opise vrtov prenašali po vsej Aziji. Gospodarska blaginja dinastije Tang je privedla do vse večje gradnje klasičnih vrtov po vsej Kitajski.
Zadnji veliki vrt dinastije Tang je bil Vasica na gori mirnega izvira (Pingčuan Šandžuang), ki ga je vzhodno od mesta Luojang zgradil Li Deju, veliki minister cesarstva Tang. Vrt je bil obsežen, z več kot sto paviljoni in strukturami, vendar je bil najbolj znan po svoji zbirki eksotično oblikovanih kamnin in rastlin, ki jih je njegov ustvarjalec zbral po vsej Kitajski. Kamni nenavadnih oblik, znani kot Kamni kitajskih učenjakov, pogosto izbrani za upodobitev dela gore ali gorovja v vrtni sceni, so postopoma postali bistvena značilnost kitajskega vrta.

### Dinastija Song (960–1279)
Dinastija Song je imela dve obdobji, severno in južno, in obe sta bili znani po gradnji znamenitih vrtov. Cesar Huidzong (1082–1135) je bil izkušen slikar ptic in rož. Kot učenjak je elemente učenjaškega vrta vključil v svoj veliki cesarski vrt. Njegov prvi vrt, imenovan Bazen čistega zlata, je bilo umetno jezero, obdano s terasami in paviljoni. Javnost je bila spomladi vabljena v vrt na dirke čolnov in spektakle na jezeru. Leta 1117 je osebno nadzoroval gradnjo novega vrta. Za svoj vrt je dal pripeljati eksotične rastline in slikovite kamne iz vse Kitajske, zlasti cenjene kamne iz jezera Tai. Nekateri kamni so bili tako veliki, da je moral, da bi jih lahko premaknil po vodi po Velikem kanalu, uničiti vse mostove med Hangdžovom in Pekingom. Sredi svojega vrta je zgradil umetno goro, visoko sto metrov, s pečinami in grapami, ki jo je poimenoval Genjue ali Gora stabilnosti. Vrt je bil dokončan leta 1122. Leta 1127 je bil cesar Huidzong prisiljen pobegniti iz prestolnice Song, Kaifeng, ko so jo napadle vojske dinastije Džin pod vodstvom Džurčenov. Ko se je vrnil (kot ujetnik Džurčenov), je našel svoj vrt popolnoma uničen, vse paviljone požgane in umetniška dela izropana. Ostala je le gora.
Medtem ko so bili cesarski vrtovi najbolj znani, so v mestih, kot je Luojang, zgradili številne manjše, a enako slikovite vrtove. Vrt samostana nebesnih vladarjev v Luojangu je bil znan po svojih potonikah; celotno mesto je prišlo, ko so cvetele. Vrt večkratnih pomladi je bil znan po razgledu na gore. Najbolj znan vrt v Luojangu je bil Vrt samotne radosti (Dule Juan), ki ga je zgradil pesnik in zgodovinar Sima Guang (1021–1086). Njegov vrt je imel površino osem mujev oziroma približno 1,5 hektarja. V središču je bil Študijski paviljon, njegova knjižnica s pet tisoč knjigami. Na severu je bilo umetno jezero z majhnim otokom in slikovito ribiško kočo. Na vzhodu je bil vrt zdravilnih zelišč, na zahodu pa umetna gora z razgledno točko na vrhu, s katere je bilo mogoče videti okoliške soseske. Vsak mimoidoči si je lahko ogledal vrt za majhno pristojbino.
Po padcu Kaifenga so prestolnico dinastije Song preselili v Linan (današnji Hangdžov, Džedžjang). V mestu Linan je bilo kmalu zgrajenih več kot petdeset vrtov na obali Zahodnega jezera. Drugo mesto v provinci, znano po svojih vrtovih, je bil Sudžov, kjer so si številni učenjaki, vladni uradniki in trgovci zgradili rezidence z vrtovi. Nekateri od teh vrtov še vedno obstajajo, čeprav se je večina skozi stoletja močno spremenila.
Najstarejši vrt v Sudžovu, ki si ga lahko ogledamo danes, je Paviljon Modri val, ki ga je leta 1044 zgradil pesnik dinastije Song, Su Šunčing (1008–1048). V dinastiji Song je bil sestavljen iz razglednega paviljona na vrhu hriba. Dodani so bili še drugi paviljoni ob jezeru, vključno s dvorano za čaščenje, dvorano za recitacije in posebnim paviljonom za opazovanje rib. Skozi stoletja je bil precej spremenjen, vendar je še vedno ohranil svoj osnovni načrt.
Drug vrt dinastije Song, ki še vedno obstaja, je Vrt Gospodarja mrež v Sudžovu. Leta 1141 ga je ustvaril Ši Džengdži, namestnik ministra za državno upravo vlade Južnega Songa. Imel je svojo knjižnico, Dvorano deset tisoč zvezkov in sosednji vrt, imenovan Ribiško umikanje. Med letoma 1736 in 1796 je bil obsežno prenovljen, vendar ostaja eden najboljših primerov vrta učenjakov dinastije Song.
V mestu Vuši, na robu jezera Tai in ob vznožju dveh gora, je bilo štiriintrideset vrtov, ki jih je zapisal zgodovinar dinastije Song, Džov Mi (1232–1308). Dva najbolj znana, Vrt severa (Beijuan) in Vrt juga (Nanjuan), sta pripadala Šen Deheju, velikemu ministru cesarja Gaozonga (1131–1162). Vrt juga je bil klasičen vrt z gorami in jezerom (šanšui); imel je jezero z Otokom nesmrtnosti (Penglai dao), na katerem so bili trije veliki balvani iz Taihuja. Vrt juga je bil vodni vrt s petimi velikimi jezeri, povezanimi z jezerom Tai. Terasa je obiskovalcem ponujala pogled na jezero in gore.

### Dinastija Juan (1279–1368)
Leta 1271 je Kublajkan na Kitajskem ustanovil mongolsko dinastijo Juan. Do leta 1279 je uničil zadnji odpor dinastije Song in združil Kitajsko pod mongolsko oblastjo. Na mestu današnjega Pekinga je ustanovil novo prestolnico, imenovano Dadu, Velika prestolnica.
Najbolj znan vrt dinastije Juan je bila Kublajkanova poletna palača in vrt v Šanaduju. Beneški popotnik Marco Polo naj bi okoli leta 1275 obiskal Šanadu in vrt opisal takole:
»Okoli te palače je zgrajen zid, ki obsega 16 milj, znotraj parka pa so fontane, reke, potoki in čudoviti travniki z vsemi vrstami divjih živali (razen tistih, ki so divje narave), ki jih je cesar nabavil in tja namestil, da bi oskrbovale svoje sokole in jastrebe, ki jih tam goji v gnezdu. Od teh je več kot 200 sokolov, ne da bi prišteli druge jastrebe. Kan sam gre vsak teden pogledat svoje ptice, ki sedijo v gnezdu, in včasih jaha skozi park z leopardom za seboj na konjski križnici; in če potem vidi kakšno žival, ki mu je všeč, ji podtakne svojega leoparda, in ko je ulovljena, se preusmeri na hrano sokolom v gnezdu. To počne za zabavo.«
Ta kratek opis je kasneje navdihnil pesem Kubla Khan angleškega romantičnega pesnik Samuela Taylorja Coleridgea.
Ko je ustanovil svojo novo prestolnico Dadu, je Kublajkan razširil umetna jezera, ki jih je stoletje prej ustvarila dinastija Džin pod vodstvom Džurčenov, in zgradil otok Oinghua, s čimer je ustvaril presenetljiv kontrast med ukrivljenimi bregovi jezera in vrta ter strogo geometrijo tega, kar je kasneje postalo Prepovedano mesto Peking. Ta kontrast je viden še danes.
Kljub mongolski invaziji je vrt klasičnih kitajskih učenjakov še naprej uspeval v drugih delih Kitajske. Odličen primer je bil vrt Levji gaj v Sudžovu. Zgrajen je bil leta 1342 in je ime dobil po zbirki fantastičnih in grotesknih sklopov kamnin, vzetih iz jezera Tai. Nekatere od njih naj bi bile videti kot glave levov. Cesarja Kangši in Čjanlong iz dinastije Čing sta vrt večkrat obiskala in ga uporabila kot model za svoj poletni vrt, Vrt popolnega sijaja, v gorskem letovišču Čengde.
Leta 1368 so sile dinastije Ming pod vodstvom Džu Juandžanga zavzele Dadu od Mongolov in strmoglavile dinastijo Juan. Džu Juandžang je ukazal požgati palače Juan v Daduju.

### Dinastija Ming (1368–1644)
Najbolj znan obstoječi vrt iz dinastije Ming je Vrt skromnega upravitelja v Sudžovu. Zgradil ga je Vang Šjančen, nižji vladni upravitelj, ki se je upokojil iz vladne službe in se posvetil svojemu vrtu. Vrt se je od izgradnje precej spremenil, vendar se je osrednji del ohranil; velik ribnik, poln lotosovih cvetov, obdan s strukturami in paviljoni, zasnovanimi kot razgledne točke na jezero in vrtove. Park ima otok, Dišeči otok, v obliki čolna. Prav tako dobro uporablja načelo 'izposojenega pogleda' (džjedžing), ki skrbno uokvirja poglede na okoliške gore in slavni pogled na oddaljeno pagodo.
Drug obstoječi vrt iz dinastije Ming je Vrt dolgotrajnosti, prav tako v Sudžovu, zgrajen v času vladavine cesarja Vanlija (1573–1620). V času dinastije Čing so vrtu dodali dvanajst visokih apnenčastih skal, ki so simbolizirale gore. Najbolj znana je bila slikovita skala, imenovana Ugodni vrh z oblaki, ki je postala osrednji del vrta.
Tretji znani vrt iz obdobja Ming v Sudžovu je Vrt gojenja, ki ga je v času vladavine cesarja Tiančija (1621–27) zgradil vnuk Ven Džengminga, znanega slikarja in kaligrafa iz obdobja Ming. Vrt je zgrajen okoli ribnika, s Paviljonom dolgoživosti na severni strani, Paviljonom za cvrtje na vzhodni strani, dramatičnim skalnjakom na jugu in ustvarjalčevo delovno sobo, Skromno hišo, na zahodu.
- Vrt gojenja (1541)
- Vrt skromnega upravitelja v Sudžovu (1506–1521)
- Vrt skromnega upravitelja je, tako kot mnogi vrtovi dinastije Ming, poln dramatičnih kamnov učenjakov
- Vrt Jujuan v Šanghaju (1559)

### Dinastija Čing (1644–1912)
Dinastija Čing je bila zadnja dinastija na Kitajskem. Najbolj znana vrtova na Kitajskem v tem obdobju sta bila Poletna palača in Stara poletna palača v Pekingu. Oba vrta sta postala simbola razkošja in prefinjenosti ter sta bila pogosto opisana med evropskimi obiskovalci.
Oče Attiret, francoski jezuit, ki je postal dvorni slikar cesarja Čjanlonga od leta 1738 do 1768, je opisal Žadasto teraso Otoka nesmrtnosti v Jezeru Poletne palače:
»Pravi dragulj je skala ali otok ... ki je sredi tega jezera, na katerem je zgrajena majhna palača, ki vsebuje sto sob ali salonov ... lepote in okusa, ki vam ga ne morem opisati. Razgled je občudovanja vreden ... 
Njihova gradnja in izboljšave so porabile velik del cesarske zakladnice. Cesarica vdova Ciši je znano preusmerila denar, namenjen posodobitvi flote Beijang, in ga uporabila za obnovo Poletne palače in marmorne čajnice v obliki čolna na jezeru Kunming. Tako Poletna palača kot Stara poletna palača sta bili uničeni med boksarskim uporom in kazenskimi ekspedicijami evropskih vojsk v devetnajstem stoletju, zdaj pa ju postopoma obnavljajo.
Poleg Stare poletne palače in Poletne palače sta bila med letoma 1703 in 1792 ... Cesarji Čing so v gorah 200 kilometrov severovzhodno od Pekinga zgradili nov kompleks vrtov in palač, da bi se izognili poletni vročini prestolnice. Imenoval se je Poletna palača Čengde in se je raztezal na 560 hektarjih z dvainsedemdesetimi ločenimi razgledi, ki so poustvarjali pokrajine v miniaturi iz številnih različnih delov Kitajske. Ta ogromen vrt se je ohranil relativno nedotaknjen.
Med znanimi znanstvenimi vrtovi, ki še vedno obstajajo iz tega obdobja, sta Vrt za umik para (1723–1736) in Vrt za umik in razmišljanje (1885), oba v Sudžovu.
- Staro poletno palačo, osem kilometrov severno od Pekinga, je leta 1860 v veliki meri uničila anglo-francoska odprava
- Ostanki vrta Stare poletne palače
- Poletna palača v Pekingu danes
- Dolgi hodnik v Poletni palači (1750) je dolg 728 metrov. Zgrajen je bil, da bi se cesar lahko sprehajal po vrtu, zaščiten pred vremenskimi vplivi
- Vrtovi gorskega letovišča Čengde, cesarske palače v gorah (1703–1792)
- Moj ljubki paviljon iz vrta za pare (1723–1736)
- Vrt Kejuan v provinci Guangdong, (1850)
- Vrt He v Jangdžovu, provinca Džjangsu, (1880), klasičen zasebni vrt dinastije Čing

## Zasnova klasičnega vrta
Kitajski vrt ni bil namenjen temu, da bi ga videli naenkrat; načrt klasičnega kitajskega vrta je obiskovalcu predstavil vrsto popolnoma sestavljenih in uokvirjenih utrinkov pokrajine; pogled na ribnik, skalo, bambusov nasad, cvetoče drevo ali oddaljen gorski vrh ali pagodo. Kitajski pisatelj in filozof iz 16. stoletja Dži Čeng je graditeljem vrtov naročil, naj »skrijejo vulgarno in običajno, kolikor seže oko, in vključijo odlično in sijajno«.
Nekateri zgodnji zahodni obiskovalci cesarskih kitajskih vrtov so menili, da so kaotični, natrpani s stavbami v različnih slogih, brez kakršnega koli navideznega reda. Toda jezuitski duhovnik Jean Denis Attiret, ki je živel na Kitajskem od leta 1739 in bil dvorni slikar cesarja Čjanlonga, je opazil, da je v kitajskem vrtu »lep nered, antisimetrija«. »Človek občuduje umetnost, s katero je ta nepravilnost izvedena. Vse je okusno in tako dobro urejeno, da ni enega samega pogleda, s katerega bi lahko videli vso lepoto; videti jo je treba kos za kosom«. Ta prostorska nepravilnost je pogosto v nasprotju s togo osno postavitvijo sosednje rezidence. V vrtu za pare v Sudžovu so glavna dvorana, delovna soba in sprejemnice simetrično poravnane vzdolž osi sever-jug, medtem ko sosednji vrt ta red prekine z vijugastimi potmi, kotnimi paviljoni in skalnjaki, postavljenimi tako, da zakrivajo neposredne poglede, kar ustvarja občutek naravne spontanosti in večplastnih pogledov.
Kitajski klasični vrtovi so se zelo razlikovali po velikosti. Največji vrt v Sudžovu, Vrt skromnega upravitelja, je imel nekaj več kot deset hektarjev površine, petino vrta pa je zasedal ribnik. Vendar niso bili nujno veliki. Ji Čeng je za Vu Joujuja, blagajnika Džinlinga, zgradil vrt, ki je bil velik nekaj manj kot hektar, ogled vrta pa je bil od vhoda do zadnje razgledne točke dolg le štiristo korakov, vendar je Vu Jouju dejal, da vsebuje vse čudeže province na enem mestu.
Klasični vrt je bil obdan z zidom, običajno pobarvanim belo, ki je služil kot čisto ozadje za rože in drevesa. V središču je bil običajno ribnik z vodo. Okoli ribnika je bilo razporejenih veliko struktur, velikih in majhnih. V vrtu, ki ga je opisal Ji Čeng zgoraj, so strukture zavzemale dve tretjini hektarja, sam vrt pa je zasedal drugo tretjino. V učenem vrtu je bila osrednja stavba običajno knjižnica ali delovna soba, povezana z galerijami z drugimi paviljoni, ki so služili kot opazovalne točke vrtnih elementov. Te strukture so pomagale tudi razdeliti vrt na posamezne prizore ali pokrajine. Drugi bistveni elementi učenega vrta so bile rastline, drevesa in skale, vse skrbno sestavljene v majhne popolne pokrajine. V vrtovih učenjakov so pogosto uporabljali tudi tako imenovano 'izposojeno' pokrajino (借景 jiejing); kjer so se nepričakovani razgledi na pokrajino zunaj vrta, kot so gorski vrhovi, zdeli kot podaljšek samega vrta.

## Arhitektura =
Kitajski vrtovi so polni arhitekture; dvorane, paviljoni, templji, galerije, mostovi, kioski in stolpi, ki zasedajo velik del prostora. Vrt skromnega upravitelja v Sudžovu ima oseminštirideset struktur, vključno z rezidenco, več dvoranami za družinska srečanja in zabavo, osemnajstimi paviljoni za ogled različnih značilnosti vrta in vrsto stolpov, galerij in mostov, ki so vsi zasnovani za ogled različnih delov vrtov z različnih zornih kotov.[39] Vrtne strukture niso zasnovane tako, da bi prevladovale nad pokrajino, temveč da bi bile v harmoniji z njo.
Klasični vrtovi imajo tradicionalno te strukture:
- Slovesna dvorana (ting) ali »soba«. Stavba, ki se uporablja za družinska praznovanja ali slovesnosti, običajno z notranjim dvoriščem, nedaleč od vhodnih vrat.
- Glavni paviljon (da ting) ali »velika soba« je namenjen sprejemu gostov, banketom in praznovanju praznikov, kot sta novo leto in festival luči. Okoli stavbe je pogosto veranda, ki zagotavlja hlad in senco.
- Paviljon rož (hua ting) ali »rožna soba«. Ta stavba se nahaja v bližini rezidence in ima zadnje dvorišče, polno rož, rastlin in majhnega skalnjaka.
- Paviljon, obrnjen proti štirim smerem (si mian ting) ali »soba s štirimi vrati«. Ta stavba ima zložljive ali premične stene, ki odpirajo panoramski pogled na vrt.
- Paviljon lotosov (he hua ting) ali »soba lotosov«. Zgrajen je ob ribniku z lotosi, da bi lahko opazovali cvetenje rož in uživali v njihovi aromi.
- Paviljon mandarin (juan jang ting) ali »soba mandarinin«. Ta stavba je razdeljena na dva dela; eden je obrnjen proti severu in se uporablja poleti, obrnjen proti ribniku z lotosi, ki zagotavlja hladen zrak; in južni del, ki se uporablja pozimi, z dvoriščem, zasajenim z borovci, ki so ostali zimzeleni, in slivami, katerih cvetovi so naznanjali prihod pomladi.[40]

Poleg teh večjih dvoran in paviljonov je vrt poln manjših paviljonov (imenovanih tudi ting) ali »sob«, ki so namenjeni zavetju pred soncem ali dežjem, za premišljevanje o prizoru, recitiranje pesmi, izkoriščanje vetriča ali preprosto počitek. Paviljoni so lahko postavljeni tam, kjer je najbolje opazovati zoro, kjer mesečina sije na vodo, kjer je najbolje videti jesensko listje, kjer je najbolje slišati dež na bananinovih listih ali kjer veter žvižga skozi bambusova stebla. Včasih so pritrjeni na steno druge stavbe ali pa stojijo samostojno na razglednih točkah vrta, ob ribniku ali na vrhu hriba. Pogosto so odprti s treh strani.
Imena paviljonov v kitajskih vrtovih izražajo razgled ali izkušnjo, ki jo ponujajo obiskovalcu:
- Paviljon čaščenja vrhov (Vrt zadržanosti) v Sudžovu na Kitajskem
- Dvorana oddaljenih dišav (Vrt skromnega upravitelja) v Sudžovu na Kitajskem
- Stolp z razgledom na gore (Vrt skromnega upravitelja)
- Paviljon lune in vetra (Vrt gospodarja mrež) v Sudžovu na Kitajskem
- Paviljon v lotosovem vetriču (Vrt skromnega upravitelja)
- Paviljon poslušanja dežja (Vrt skromnega upravitelja)
- Dvorana opazovanja borovcev in občudovanja slik (Vrt skromnega upravitelja)
- Kraj vrnitve za branje (Vrt zadržanosti) v Sudžovu na Kitajskem
- Paviljon med gorami in vodo (Vrt za umik para) v Sudžovu na Kitajskem
- Paviljon, ki se naslanja na žad (Vrt skromnega upravitelja)
- Terasa z mehkim dežjem, ki prinaša hlad (Vrt za umik in razmislek) v Sudžovu na Kitajskem
- Razgledni stolp Trajna pomlad in luna (Vrt za umik in razmislek)

Vrtovi imajo pogosto tudi dvonadstropne stolpe (lou ali ge), običajno na robu vrta, z nižjim nadstropjem iz kamna in pobeljenim zgornjim nadstropjem, dve tretjini višine pritličja, ki je omogočalo pogled od zgoraj na določene dele vrta ali oddaljeno pokrajino.
Nekateri vrtovi imajo slikovit kamnit paviljon v obliki čolna, ki je v ribniku (imenovan šje, fang ali šifang). Ti so običajno imeli tri dele: kiosk s krilatimi zatrepi spredaj, bolj intimno dvorano v sredini in dvonadstropno zgradbo s panoramskim razgledom na ribnik zadaj.
Dvorišča (juan). Vrtovi vsebujejo majhna zaprta dvorišča, ki ponujajo mir in samoto za meditacijo, slikanje, pitje čaja ali igranje na cithare.
Galerije (lang) so ozki pokriti hodniki, ki povezujejo stavbe, ščitijo obiskovalce pred dežjem in soncem ter pomagajo razdeliti vrt na različne dele. Te galerije so redko ravne; so cikcakaste ali serpentinaste, sledijo zidu vrta, robu ribnika ali se vzpenjajo po hribu skalnjaka. Imajo majhna okna, včasih okrogla ali nenavadnih geometrijskih oblik, da omogočajo vpogled v vrt ali pokrajino tistim, ki gredo skozi.
Okna in vrata so pomembna arhitekturna značilnost kitajskega vrta. Včasih so okrogla (lunina okna ali lunina vrata) ali ovalna, šesterokotna ali osmerokotna ali v obliki vaze ali sadja. Včasih imajo zelo okrasne keramične okvirje. Okno lahko skrbno uokvirja vejo bora, cvetočo slivo ali drug intimen vrtni prizor.
Mostovi so še ena pogosta značilnost kitajskega vrta. Tako kot galerije so tudi te redko ravne, temveč cikcakaste (imenovane devetovinkasti mostovi) ali obokane nad ribniki, kar spominja na mostove podeželske Kitajske in ponuja razgledne točke na vrt. Mostovi so pogosto zgrajeni iz grobega lesa ali dvignjenih poti iz kamnitih plošč. Nekateri vrtovi imajo svetlo pobarvane ali lakirane mostove, ki vrtu dajejo lahkoten občutek.
Vrtovi pogosto vključujejo tudi majhne, stroge hiše za samoto in meditacijo, včasih v obliki rustikalnih ribiških koč, in osamljene stavbe, ki služijo kot knjižnice ali ateljeji (šufang).
- Tridelna dvorana s polno dvokapnico in ravnim napuščem v Vrtu za umik in razmišljanje (1885)
- Mavrični most v vrtu skromnega upravitelja. Zasnovan je bil tako, da v ribniku ustvarja odsev v obliki mavrice.
- Glavna dvorana vrta za umike in refleksijo
- Paviljon s pahljačastim razglednim oknom v ribniku Vrt skromnega upravitelja v Sudžovu
- Paviljon v vrtu Kejuan
- Dolga galerija za ogled lotosovega ribnika v dvorcu princa Gonga v Pekingu
- Vrtna vrata dvorca princa Gonga v Pekingu
- Lunin most v kitajskem vrtu Dunedin

### Umetne gore in skalnjaki
Umetna gora (džjašan) ali skalnjak je sestavni element kitajskih klasičnih vrtov. Gorski vrh je bil simbol vrline, stabilnosti in vzdržljivosti v konfucijanski filozofiji in v I Čingu. Gorski vrh na otoku je bil tudi osrednji del legende o Otokih nesmrtnih in je tako postal osrednji element v mnogih klasičnih vrtovih.
Prvi skalnjak se je v zgodovini kitajskih vrtov pojavil v Tu Juanu (dobesedno 'Zajčji vrt'), zgrajenem v času dinastije Zahodni Han (206 pr. n. št. – 9 n. št.). V času dinastije Tang je bil kamen povzdignjen v status umetniškega predmeta, ocenjen po njegovi obliki (šing), snovi (dži), barvi (se) in teksturi (ven), pa tudi po mehkobi, prosojnosti in drugih dejavnikih. Pesnik Bo Džuji (772–846) je napisal katalog znamenitih skal jezera Tai, imenovanih Taihu Šidži. Te skale iz apnenca, oblikovane z erozijo, so postale najbolj cenjene za vrtove.
V času dinastije Song so bile umetne gore večinoma narejene iz zemlje. Toda cesar Huidzong (1100–1125) je skoraj uničil gospodarstvo cesarstva Song, ko je uničil mostove Velikega prekopa, da bi lahko z barkami prevažal ogromne skale v svoj cesarski vrt. V času dinastije Ming je uporaba kupov kamenja za ustvarjanje umetnih gora in jam dosegla vrhunec. V času dinastije Čing so skalnjaki Ming veljali za preveč umetne in nove gore so bile sestavljene iz kamenja in zemlje.
Umetna gora v današnjih kitajskih vrtovih ima običajno majhen razgledni paviljon na vrhu. V manjših klasičnih vrtovih ena sama učenčeva skala predstavlja goro ali vrsta skal predstavlja gorsko verigo.
- Ugodni vrh z oblaki, kamen učenjaka v Počasnem vrtu v Sudžovu
- Skalni vrt Gorske vile z objemajočo lepoto
- Vrh devetih levov iz vrta Levji gaj

### Voda
Ribnik ali jezero je osrednji element kitajskega vrta. Glavne stavbe so običajno postavljene ob njem, paviljoni pa obkrožajo jezero, da si ga lahko ogledate z različnih zornih kotov. V vrtu je običajno ribnik za lotosove cvetove s posebnim paviljonom za njihovo opazovanje. V ribniku so običajno zlate ribice, nad vodo pa so paviljoni za njihovo opazovanje.
Jezero ali ribnik ima pomembno simbolno vlogo v vrtu. V I Čingu voda predstavlja lahkotnost in komunikacijo ter je na svoji poti skozi doline in ravnine nosila hrano življenja. Je tudi dopolnilo gori, drugemu osrednjemu elementu vrta, in predstavlja sanje in neskončnost prostorov. Oblika vrtnega ribnika pogosto skriva robove ribnika pred gledalci na drugi strani, kar daje iluzijo, da se ribnik razteza v neskončnost. Mehkoba vode je v nasprotju s trdnostjo skal. Voda odseva nebo in se zato nenehno spreminja, a že rahel veter lahko zmehča ali izbriše odseve.
Na jezera in obmorske paviljone v kitajskih vrtovih je vplivala tudi druga klasika kitajske književnosti, Šišuo Šinju Liu Jičinga (403–444), ki je opisal sprehajališča cesarja Džjanvena iz Džina ob bregovih reke Hao in Pu v Vrtu čudovitega gozda (Hualin juan). Številni vrtovi, zlasti v vrtovih Džjangnana in cesarskih vrtovih severne Kitajske, imajo značilnosti in imena, vzeta iz tega dela.
Majhni vrtovi imajo eno samo jezero s skalnjakom, rastlinami in strukturami okoli njegovega roba. Srednje veliki vrtovi imajo eno samo jezero z enim ali več potoki, ki se izlivajo vanj, z mostovi, ki prečkajo potoke, ali eno samo dolgo jezero, razdeljeno na dve vodni površini z ozkim kanalom, ki ga prečka most. V zelo velikem vrtu, kot je Vrt skromnega upravitelja, je glavna značilnost vrta veliko jezero s simboličnimi otoki, ki simbolizirajo otoke nesmrtnih. V jezero se izlivajo potoki, ki ustvarjajo dodatne prizore. Številne strukture ponujajo različne poglede na vodo, vključno s kamnitim čolnom, pokritim mostom in več paviljoni ob vodi ali nad njo.
Potoki v kitajskem vrtu vedno sledijo vijugasti poti in so občasno skriti za skalami ali rastlinjem. 
- Ribnik v Dolgotrajnem vrtu v Sudžovu
- Jezero z lokvanji v vrtu Lijuan, Wuxi
- Koi krapi v vrtu Jujuan v Šanghaju
- Ribnik in razgledni paviljon v vrtu skromnega upravitelja

### Rože in drevesa
Rože in drevesa so skupaj z vodo, skalami in arhitekturo četrti bistveni element kitajskega vrta. Predstavljajo naravo v njeni najbolj živi obliki in so v nasprotju z ravnimi linijami arhitekture ter trajnostjo, ostrimi robovi in negibnostjo skal. Nenehno se spreminjajo z letnimi časi in zagotavljajo tako zvoke (zvok dežja na bananinih listih ali vetra v bambusu) kot tudi vonjave, ki razveseljujejo obiskovalca.
Vsaka roža in drevo na vrtu je imelo svoj simbolni pomen. Bor, bambus in japonska marelica (Prunus mume) so učenjaki, ki so ustvarili klasične vrtove, cenjeni zaradi tega, ker so pozimi ostali zeleni ali cveteli. Umetniki, kot je Džao Mengdžjan (1199–1264), so jih pogosto slikali skupaj. Za učenjake je bil bor simbol dolgoživosti in vztrajnosti ter vztrajnosti v prijateljstvu. Bambus, votla slamica, je predstavljal modrega človeka, skromnega in iščočega znanje, znan pa je bil tudi po tem, da je bil v nevihti prožen, ne da bi se zlomil. Marelice so bile cenjene kot simbol ponovnega rojstva po zimi in prihodu pomladi. V času dinastije Song je bila najljubše drevo zimska marelica, cenjena zaradi svojih zgodnjih rožnato-belih cvetov in sladke arome.
Breskvevo drevo v kitajskem vrtu je simboliziralo dolgoživost in nesmrtnost. Breskve so bile povezane s klasično zgodbo Sadovnjak Ši Vangmu, kraljice matere Zahoda. Ta zgodba pravi, da so v legendarnem sadovnjaku Ši Vangmu breskve zacvetele šele po treh tisoč letih, tri tisoč let niso obrodile sadov in dozorele še tri tisoč let. Tisti, ki so jedli te breskve, so postali nesmrtni. Ta legendarni sadovnjak je bil upodobljen na številnih kitajskih slikah in je navdihnil številne vrtne prizore. Hruške so bile simbol pravičnosti in modrosti. Beseda »hruška« je bila tudi homofon za »opustiti« ali »ločiti se«, rezanje hruške pa je veljalo za nesrečo, saj bi to vodilo do prekinitve prijateljstva ali romance. Hruška je lahko simbolizirala tudi dolgo prijateljstvo ali romanco, saj je drevo živelo dolgo.
Marelica je simbolizirala pot mandarina oziroma vladnega uradnika. V času dinastije Tang so bili tisti, ki so opravili cesarski izpit, nagrajeni z gostijo na vrtu marelic oziroma Šingjuan.
Plodovi granatnega jabolka so bili ponujeni mladim parom, da bi imeli moške otroke in številne potomce. Vrba je predstavljala prijateljstvo in življenjske užitke. Gostom so kot simbol prijateljstva ponujali vrbove veje.
Od rož na kitajskem vrtu so bile najbolj cenjene orhideja, potonika in lotos (Nelumbo nucifera). V času dinastije Tang je bila potonika, simbol razkošja in cvet z nežnim vonjem, najbolj praznovana roža na vrtu. Pesnik Džou Dunji je napisal znamenito elegijo o lotosu, v kateri ga je primerjal z junzijem, človekom, ki je imel integriteto in ravnovesje. Orhideja je bila simbol plemstva in nemogoče ljubezni, kot v kitajskem izrazu »oddaljena orhideja v samotni dolini«. Lotos so občudovali zaradi njegove čistosti, njegova prizadevanja, da bi segel iz vode in zacvetel v zraku, pa so ga naredila za simbol iskanja znanja. Krizantemo je opeval pesnik Tao Juanming, ki je s cvetom obdal svojo puščavniško kočo in napisal znameniti verz:
"Ob vznožju vzhodne ograje utrgam krizantemo, v daljavi, odmaknjen in spokojn, vidim gore Juga."
Ustvarjalci kitajskega vrta so skrbno ohranili naravni videz pokrajine. Obrezovanje in koreninjenje, če sta se sploh izvajala, sta poskušala ohraniti naravno obliko. Pritlikava drevesa, ki so bila grčasta in starodavnega videza, so bila še posebej cenjena v miniaturnih pokrajinah kitajskih vrtov.
- Navadna vrtna potonika (Paeonia lactiflora)
- Cvetovi marelice (Prunus mume) v Mareličnem vrtu, Džjangsu
- Lotosov cvet (Nelumbo nucifera)
- Lotosov ribnik v vrtu skromnega upravitelja
- Bambus na vrtu v Poletni palači
- Marelični cvet v templju Linjang

## Vpliv

### Kitajski vpliv na japonski vrt
Kitajski klasični vrt je imel opazen vpliv na zgodnji japonski vrt. Vpliv Kitajske je na Japonsko prvič dosegel prek Koreje pred letom 600 n. št. Leta 607 n. št. je japonski prestolonaslednik Šotoku poslal diplomatsko misijo na kitajski dvor, s čimer se je začela kulturna izmenjava, ki je trajala stoletja. Na stotine japonskih učenjakov je bilo poslanih, da bi preučevali kitajski jezik, politični sistem in kulturo. Japonski veleposlanik na Kitajskem, Ono no Imoko, je japonskemu dvoru opisal velike krajinske vrtove kitajskega cesarja. Njegova poročila so imela velik vpliv na razvoj japonskega krajinskega oblikovanja.
V obdobju Nara (710–794), ko je bila japonska prestolnica Nara in kasneje Heian, je japonski dvor ustvaril velike krajinske vrtove z jezeri in paviljoni po kitajskem vzoru, kjer so se aristokrati lahko sprehajali in ležerno pluli v majhnih čolnih, ter bolj intimne vrtove za kontemplacijo in versko meditacijo.
Japonski menih Eisai (1141–1215) je na Japonsko uvozil šolo zen budizma Rinzai iz Kitajske, kar je privedlo do nastanka znanega in edinstvenega japonskega vrtnarskega sloga, zen vrta, ki ga ponazarja vrt Rjoan-dži. Na Japonsko je iz Kitajske prinesel tudi zeleni čaj, prvotno zato, da bi menihe ohranjal budne med dolgo meditacijo, kar je postavilo osnovo za japonsko čajno slovesnost, ki je postala pomemben ritual v japonskih vrtovih.
Japonski vrtni oblikovalec Muso Soseki (1275–1351) je v Kjotu ustvaril slavni mahovni vrt (Saihō-dži), ki je vključeval poustvaritev Otoka osmih nesmrtnikov, v japonščini imenovanih Horai, ki so bili pomembna značilnost mnogih kitajskih vrtov. V obdobju Kamakura (1185–1333) in zlasti v obdobju Muromači (1336–1573) je japonski vrt postal bolj strog kot kitajski vrt, saj je sledil svojim estetskim načelom.

### V Evropi
Prvi Evropejec, ki je opisal kitajski vrt, je bil beneški trgovec in popotnik Marco Polo, ki je obiskal poletno palačo Kublajkana v Šanaduju. Kublajkanov vrt je kasneje vplival na evropsko kulturo; leta 1797 je navdihnil romantično pesem Kublajkan angleškega romantičnega pesnika Samuela Taylorja Coleridgea.
Marco Polo je opisal tudi vrtove cesarske palače v Khanbaliču, mongolskem imenu za mesto, ki je sčasoma postalo Peking. Opisal je obzidje, balustrade in paviljone, ki so obdajali globoko jezero, polno rib, labodov in drugih vodnih ptic; katerega osrednja značilnost je bil umetni hrib, visok sto stopnic in širok tisoč stopnic, pokrit z zimzelenimi drevesi in okrašen z zelenimi azuritnimi kamni.
Prvi jezuitski duhovnik, Frančišek Ksaverij, je na Kitajsko prispel leta 1552, duhovnik Matteo Ricci pa je leta 1601 dobil dovoljenje za naselitev v Pekingu. Jezuitski duhovniki so začeli v Evropo pošiljati poročila o kitajski kulturi in vrtovih. Louis Le Comte, matematik francoskega kralja, je leta 1685 odpotoval na Kitajsko. Opisal je, kako so imeli kitajski vrtovi jame, umetne hribe in skale, nakopičene za posnemanje narave, in svojih vrtov niso urejali geometrijsko.
V 18. stoletju, ko so v Evropo začele prihajati kitajske vaze in drugi okrasni predmeti, je prišlo do porasta priljubljenosti za Chinoiserie. Slikarja Jean-Antoine Watteau in François Boucher sta slikala kitajske prizore, kot sta si jih zamislila, Katarina Velika pa je v kitajskem slogu okrasila sobo v svoji palači. Za vse kitajsko, vključno z vrtovi, je vladalo veliko zanimanje.
Leta 1738 je francoski jezuitski misijonar in slikar Jean Denis Attiret odšel na Kitajsko, kjer je postal dvorni slikar cesarja Čjanlonga. Zelo podrobno je opisal, kaj je videl v cesarskih vrtovih blizu Pekinga:
»Iz doline prideš ne po ravni široki ulici kot v Evropi, temveč po vijugastih, krožni poti, vsaka okrašena z majhnimi paviljoni in jamami in ko zapustiš eno dolino, se znajdeš v drugi, ki se od prve razlikuje po obliki pokrajine ali slogu stavb. Vse gore in hribi so pokriti s cvetočimi drevesi, ki so tukaj zelo pogosta. To je pravi zemeljski raj. Kanali sploh niso podobni našim – obrobljeni z obrezanim kamnom – so rustikalni, s kosi skal, nekateri nagnjeni naprej, nekateri nazaj, postavljeni s tako umetnostjo, da bi mislili, da so naravni. Včasih je kanal širok, včasih ozek. Tukaj se vijugajo, tam se ukrivljajo, kot da bi jih resnično ustvarili hribi in skale. Robovi so zasajeni s cvetjem v skalnjakih, ki se zdijo, kot da jih je ustvarila narava. Vsak letni čas ima svoje cvetje. Poleg kanalov so povsod poti, tlakovane z majhnimi kamni, ki vodijo iz ene doline v drugo. Tudi te poti se vijugajo in obračajo, včasih se približajo kanalom, včasih pa daleč stran.«
Cesarja Čjanlonga (1711–1799) je prav tako zanimalo dogajanje v Evropi. Jezuitskemu duhovniku očetu Castiglioneju, ki je bil izobražen v inženirstvu, je naročil, naj za njegov vrt zgradi fontane, podobne tistim, o katerih je slišal v vrtovih v Versaillesu.
Kitajska arhitektura in estetika sta morda vplivali tudi na slog angleškega krajinskega vrta. Leta 1685 je angleški diplomat in pisatelj sir William Temple napisal esej Na vrtu Epikurja (objavljen leta 1692), odlomek, v katerem je primerjal evropske teorije simetričnih vrtov z asimetričnimi kompozicijami iz Kitajske. Temple ni nikoli obiskal Kitajske, je pa slišal za kitajske (ali japonske) vrtove, morda na Nizozemskem. Opozoril je, da se kitajski vrtovi izogibajo formalnim vrstam dreves in gredicam, temveč drevesa, rastline in druge vrtne elemente postavljajo na neenakomerne načine, da bi pritegnili pogled in ustvarili čudovite kompozicije. Temu pristopu je dal izraz šaravadgi. Njegova opažanja o kitajskem vrtu je leta 1712 v eseju navedel esejist Joseph Addison, ki jih je uporabil za napad na angleške vrtnarje, ki namesto posnemanja narave poskušajo svoje vrtove ustvariti v francoskem slogu, čim dlje od narave.
Angleški krajinski vrt je bil v Angliji v prvi polovici 18. stoletja že dobro uveljavljen, nanj pa so vplivala potovanja britanskega višjega razreda v Italijo in njihova želja po novem slogu vrta, ki bi se ujemal s paladijevskim slogom arhitekture, ki so ga izbrali za svoje podeželske hiše, ter romantične krajine Clauda Lorraina in drugih slikarjev, vendar sta novost in eksotičnost kitajske umetnosti in arhitekture v Evropi leta 1738 privedli do izgradnje prve kitajske hiše v angleškem vrtu v Stowe House, poleg rimskih templjev, gotskih ruševin in drugih arhitekturnih slogov.
Slog je postal še bolj priljubljen po zaslugi Williama Chambersa (1723–1796), ki je živel na Kitajskem od leta 1745 do 1747 in napisal knjigo z naslovom Risbe, stavbe, pohištvo, navade, stroji in pripomočki Kitajcev, ki je bila objavljena leta 1757. Zahodne vrtnarje je spodbujal k uporabi kitajskih slogovnih konvencij, kot so prikritost, asimetrija in naturalizem. Kasneje, leta 1772, je Chambers objavil svojo Disertacijo o orientalskem vrtnarjenju, precej domiselno razdelavo sodobnih idej o naturalističnem slogu vrtnarjenja na Kitajskem.
Chambers je bil oster kritik Capabilityja Browna, vodilnega oblikovalca angleškega krajinskega vrta, ki ga je Chambers imel za dolgočasnega. Chambers je verjel, da bi morali biti vrtovi polni presenečenj. Leta 1761 je v Kew Gardens v Londonu zgradil Veliko pagodo, skupaj z mošejo, templjem sonca, porušenim lokom in paladijevskim mostom. Zahvaljujoč Chambersovi zaslugi so se kitajske strukture začele pojavljati v drugih angleških vrtovih, nato v Franciji in drugod na celini. Carmontelle je svojemu vrtu v parku Monceau v Parizu (1772) dodal kitajski paviljon, vojvoda de Choiseul pa je med letoma 1775 in 1778 na svojem posestvu v Chanteloupu zgradil pagodo, ki je danes edini ohranjeni del posestva. Ruska cesarica Katarina Velika je med letoma 1778 in 1786 zgradila svojo pagodo na vrtu svoje palače v Carskem selu blizu Sankt Peterburga. Mnogim francoskim kritikom ni bil všeč izraz »angleški vrt«, zato so za opis sloga začeli uporabljati izraz »anglo-kitajski«.